# 地盾
地盾（英語：shield，又稱盾地）是大陆地壳上相对稳定的区域，前寒武纪基岩（火成岩或高度变质岩）广泛出露于地面的一类克拉通。地盾长期处于相对隆起的状态，因此受到风化剥蚀很严重，表面的沉积盖层已经缺失或只遗留很薄的一层，褶皱基底广泛地出露地表。地盾的轮廓状如盾形，表面地势没有大的起伏。造山活动、断层、其它地质活动都很少。
地盾通常是大陆板块的核心，环绕着寒武纪岩石褶皱。
全球的著名地盾有：
- 北美洲的加拿大地盾；
- 南美洲的亚马逊地盾、圭亚那地盾；
- 欧洲的波罗的地盾；
- 非洲的西埃塞俄比亚地盾；
- 大洋州的西澳大利亚地盾；
- 阿拉伯-努比亚地盾（分布在红海沿岸从以色列到索马里）；
- 亚洲的淮阳地盾、华北陆块、华南陆块；
- 南极洲地盾；
- 西伯利亚地盾。